# Lên men trong chế biến thực phẩm

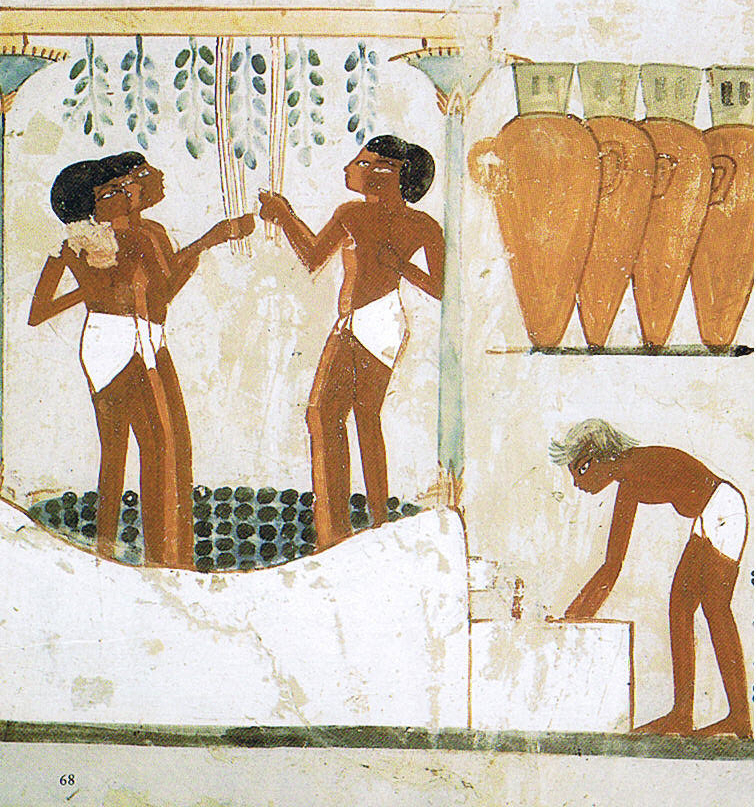
Con người giẫm nho để ép ra nước và lấy làm rượu cất trong chum vại bảo quản. Hình lấy tại lăng mộ Nakht, Vương triều thứ 18, Thebes, Ai Cập cổ đại

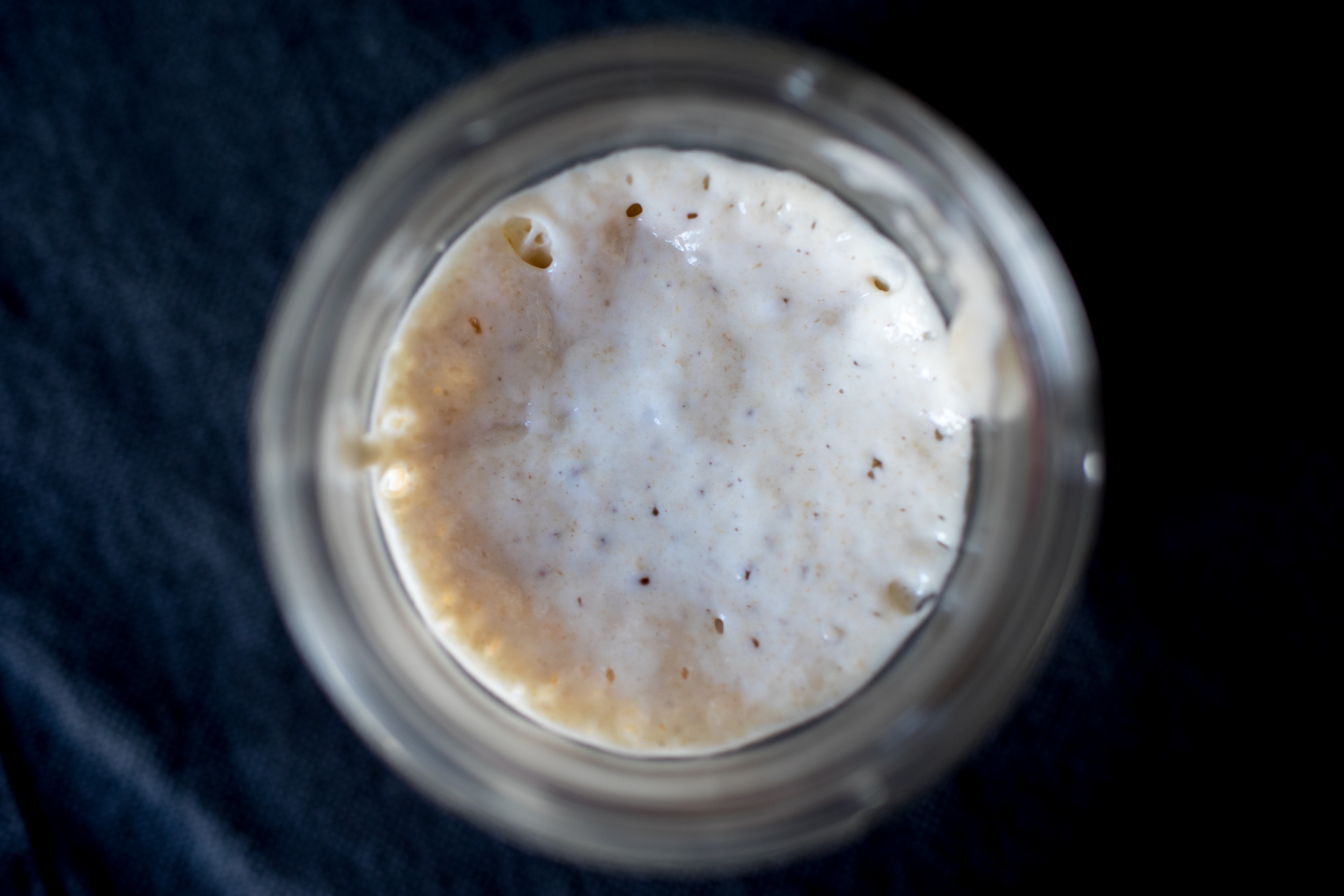
Món khai vị có bột nhào chua

Trong chế biến thực phẩm, lên men là quá trình chuyển đổi carbohydrat sang alcohol hoặc acid hữu cơ nhờ sử dụng vi sinh vật—nấm men hoặc vi khuẩn—dưới điều kiện kị khí (không có oxy). Lên men thường có ngụ ý rằng vi sinh vật hoạt động theo mong muốn của con người. Ngành khoa học lên men còn được gọi là men học.
Đôi khi thuật ngữ "lên men" để chỉ cụ thể đến quá trình hóa học chuyển đổi từ đường thành ethanol, tạo các sản phẩm đồ uống có cồn như rượu vang, bia và cider. Tuy nhiên, những quá trình tương tự diễn ra ở khâu làm nở bột bánh mì (tạo ra CO2 nhờ hoạt động của nấm men), và trong bảo quản thực phẩm chua bằng tạo ra ccid lactic, chẳng hạn như ở dưa cải bắp và sữa chua.
Những thực phẩm lên men khác có lượng tiêu thụ lớn gồm giấm, ô liu và pho mát. Những thực phẩm có tính địa phương hơn chế biến đời nhờ lên men có thể được làm từ đậu, ngũ cốc, rau, trái cây, mật ong, chế phẩm sữa và cá.

## Lịch sử và tiền sử

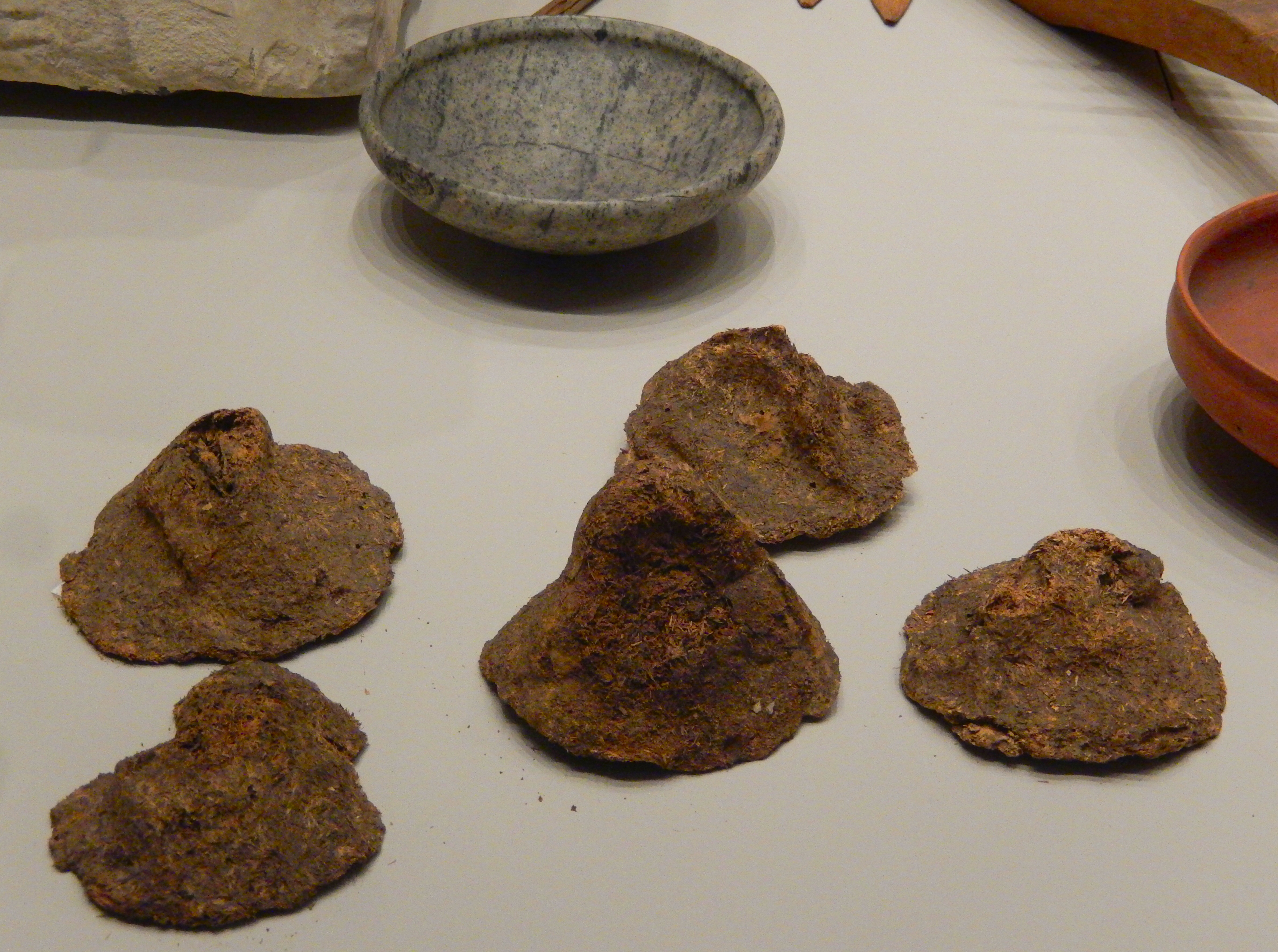
Những ổ bánh mì làm ra để làm đồ chôn cất, hệt như được bày tại Lăng mộ Great Tomb ở Gebelein, Ai Cập cổ đại, 2435-2305 TCN

### Chế biến bia và rượu vang
Lên men tự nhiên đã có từ thời sơ khai trong lịch sử nhân loại. Từ thời cổ đại, con người đã khai thác quá trình lên men. Bằng chứng khảo cổ sớm nhất về lên men là bã bia có tuổi đời 13.000 năm với độ đặc giống như cháo, được phát hiện trong một hang động gần Haifa ở Israel. Những loại đồ uống có cồn sơ khai làm từ trái cây, gạo và mật ong, có niên đại từ năm 7000 đến 6600 trước Công Nguyên (TCN), nằm ở làng Giả Hồ của Trung Quốc thời đồ đá mới, còn niên đại của chế biến rượu vang có từ khoảng năm 6000 TCN, ở Gruzia, khu vực Kavkaz. Những chiếc chum vại 7000 năm tuổi chứa phần bã của rượu vang, hiện được trưng bày ở Đại học Pennsylvania, chúng được khai quật ở dãy núi Zagros tại Iran. Có bằng chứng rõ rệt cho thấy con người đã lên men đồ uống có cồn tại Babylon khoảng năm 3000 TCN, Ai Cập cổ đại khoảng năm 3150 TCN, Mexico thời tiền Tây Ban Nha khoảng năm 2000 TCN, và Sudan khoảng năm 1500 TCN.

### Khám phá vai trò của nấm men
Nhà hóa học người Pháp Louis Pasteur là người sáng lập nên bộ môn men học, khi ông liên hệ nấm men với lên men vào năm 1856. Khi nghiên cứu về lên men đường sang alcohol nhờ nấm men, Pasteur đúc kết rằng lên men được xúc tác nhờ một thành phần quan trọng, gọi là "ferment" - nằm trong tế bào nấm men. Các "ferment" được cho là hoạt động chỉ trong sinh vật sống. Pasteur ghi chép rằng "Lên men alcohol là quá trình tương quan với sự sống và tổ chức của tế bào nấm men, chứ không liên quan cái chết hay thối rữa của tế bào."

### "Lên mên vô bào"
Tuy nhiên, giới khoa học biết rằng chiết xuất nấm men có thể làm lên men đường ngay cả trong điều kiện thiếu tế bào nấm men sống.Trong lúc nghiên cứu quá trình này vào năm 1897, nhà sinh học và men học người Đức Eduard Buchner của Đại học Humboldt Berlin, Đức phát hiện ra đường được lên men ngay cả khi trong tình trạng không có tế bào nấm men sống trong hỗn hợp, nhờ một phức hợp enzym mà nấm men tiết, được ông gọi là zymase. Năm 1907, ông giành giải Nobel hóa học nhờ nghiên cứu và khám phá ra "lên men vô bào".
Một năm trước, tức vào năm 1906, các nghiên cứu lên men ethanol đã dẫn tới phát hiện đầu tiên về chất nicotinamid adenin dinucleotid oxy hóa (NAD+).

## Ứng dụng

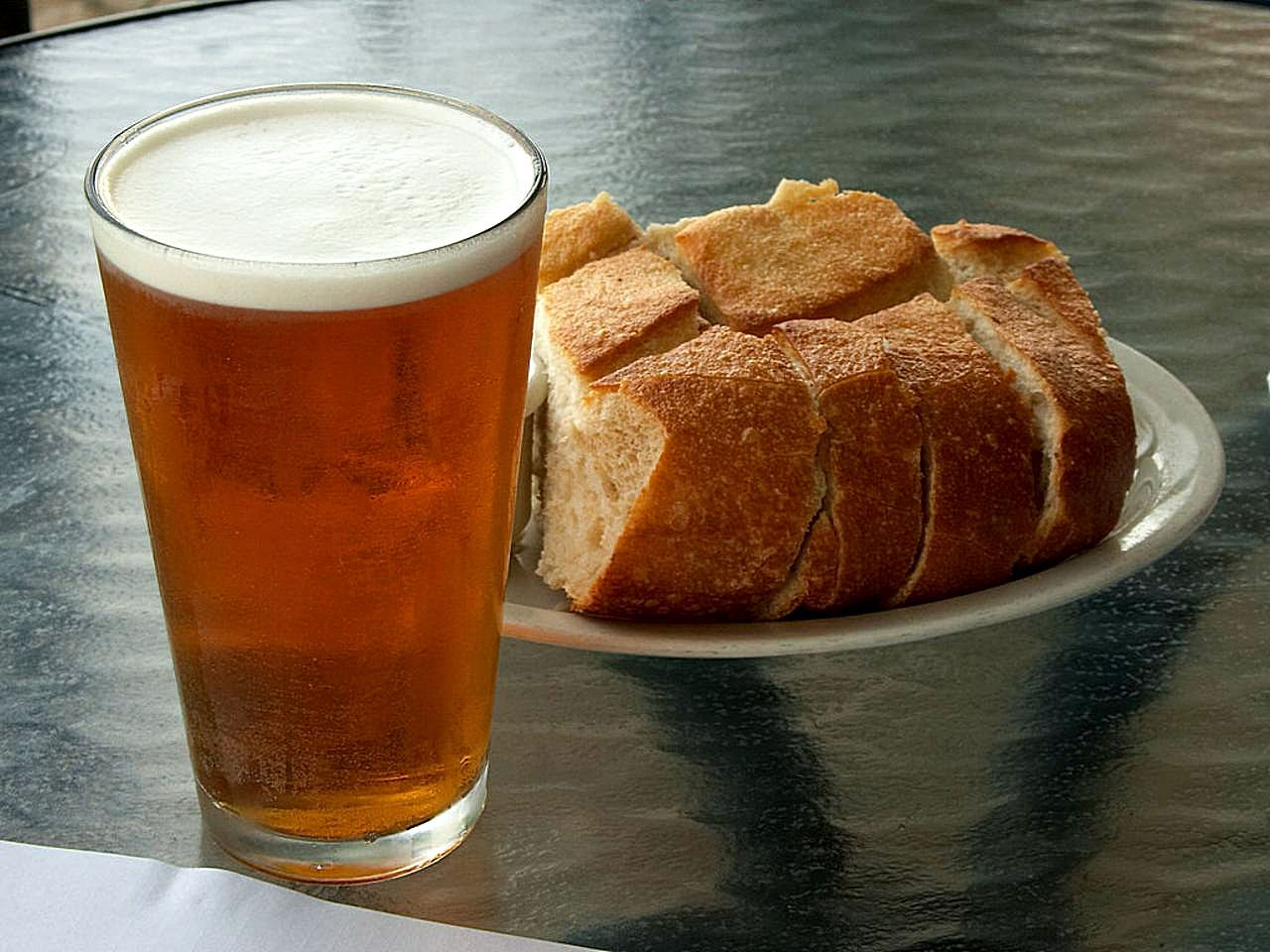
Bia và bánh mì - hai sản phẩm chính ứng dụng lên men ở thực phẩm

Lên men thực phẩm là quá trình chuyển đổi đường và các chất carbohydrat khác thành rượu, hoặc acid hữu cơ và carbon dioxide. Cả ba sản phẩm đều được con người ứng dụng. Rượu được chế biến khi nước ép trái cây được chuyển đổi thành rượu vang, khi ngũ cốc được chế biến thành bia, và khi thực phẩm giàu tinh bột (ví dụ như khoai tây) được lên men rồi chưng cất để tạo ra rượu mạnh như gin và vodka. Sản xuất carbon dioxide được ứng dụng để làm nở bột bánh mì. Sản xuất acid hữu cơ được khai thác để bảo quản và tạo hương vị cho rau và chế phẩm sữa.
Lên men thực phẩm phục vụ năm mục tiêu chính: làm phong phú chế độ ăn thông phát triển đa dạng hương vị, mùi thơm và kết cấu trong cơ chất thực phẩm; bảo quản một lượng lớn thực phẩm nhờ lên men acid lactic, alcohol, acid acetic và chất kiềm; làm giàu cơ chất thực phẩm bằng protein, amino acid thiết yếu và vitamin; tiêu diệt chất phản dinh dưỡng; và làm giảm thời gian nấu và sử dụng nhiên liệu liên quan.

## Lên men thực phẩm theo khu vực

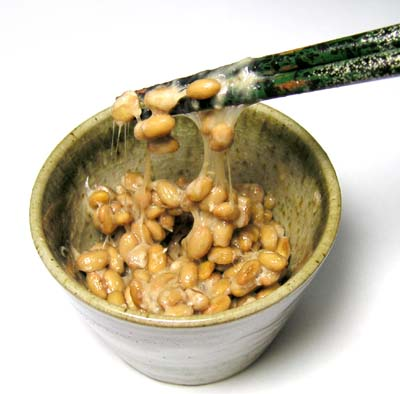
Nattō, một món ăn của Nhật Bản lên men từ đậu tương

- Toàn thế giới: alcohol (bia, rượu vang), giấm, ô liu, sữa chua, bánh mì, pho mát
- Châu Á
  - Đông Á và Đông Nam Á: amazake, atchara, belacan, burong mangga, rượu nếp cái,[16][17] doenjang, douchi, nước mắm,[18][19] lahpet, lambanog, kim chi,[20][21] nấm thủy sâm, leppet-so, narezushi, miso, thạch dừa,[22][23] nattō,[24] ngapi, oncom, padaek, pla ra, mắm bò hóc, rượu nếp, sake,[25][26] mắm tôm,[27][24] soju, nước tương, đậu phụ thối,[24] tapai, tempeh, zha cai
  - Trung Á: kumis, kefir, shubat, qatiq (sữa chua)
  - Nam Á: achar, appam, dosa, dhokla, dahi (sữa chua), idli, muối chua hỗn hợp, ngari, sinki, tongba, paneer
- Châu Phi: garri, injera, laxoox, mageu, ogi, ogiri, iru
- Châu Mỹ: chicha, sô-cô-la, vani, nước sốt nóng, tibicos, pulque, muktuk, kiviak, parakari
- Trung Đông: torshi, boza
- Châu Âu: bánh mì sourdough, rượu vang trái cây, nấm thủy sâm,[28][29] muối chua,[30][31] rakfisk, dưa cải bắp,[32][33] dưa chuột muối,[34] surströmming, mead, kvas, salami, sucuk, prosciutto, chế phẩm sữa lên men như quark, kefir, filmjölk, crème fraîche, smetana, skyr, rakı, tupí, żur.
- Châu Đại Dương: poi, kānga pirau

## Rủi ro
Khử trùng là yếu tố quan trọng trong khâu lên men thực phẩm. Việc không khử trùng hoàn toàn bất kì vi sinh vật nào khỏi dụng cụ và bình bảo quản có thể làm sinh sôi các sinh vật có hại trong quá trình lên men, có thể làm tăng nguy cơ mắc bệnh do thực phẩm gây ra như ngộ độc thịt. Tuy nhiên, ngộ độc thịt ở lên men rau chỉ có thể xảy ra khi không được đóng hộp đúng cách. Sản phẩm có mùi hôi hay đổi màu có thể là dấu hiệu cho thấy vi khuẩn có hại có thể đã thâm nhập vào thực phẩm.
Alaska đã chứng kiến sự gia tăng đều các vụ ngộ độc thịt kể từ năm 1985. Nơi này có nhiều vụ ngộ độc thịt hơn bất cứ tiểu bang nào khác ở Hoa Kỳ. Nguyên nhân là do tập quán truyền thống của người bản địa Alaska cho phép các sản phẩm động vật như nguyên con cá, đầu cá, moóc, sư tử biển, chân chèo của cá voi, đuôi hải ly, dầu hải cẩu và chim dùng để lên men trong thời gian dài trước khi họ tiêu thụ chúng. Rủi ro càng trầm trọng khi họ sử dụng hộp đựng nhựa với mục đích này thay cho phương thức kiểu cũ truyền thống  là hố lót cỏ, khi vi khuẩn Clostridium botulinum phát triển mạnh trong điều kiện kị khí do lớp vỏ nhựa bít kín không khí.
Tổ chức Y tế Thế Giới đã phân loại thực phẩm muối chua có thể là tác nhân gây ung thư, dựa theo các nghiên cứu dịch tễ học. Nghiên cứu khác chỉ ra rằng thực phẩm lên men chứa chế phẩm phụ gây ung thư là ethyl carbamate (urethane). Một bài đánh giá (2009) về các nghiên cứu hiện được tiến hành khắp châu Á kết luận rằng việc thường xuyên ăn rau muối chua làm tăng gấp đôi nguy cơ mắc bệnh ung thư biểu mô tế bào vảy thực quản ở người.